# Égboltfelmérés

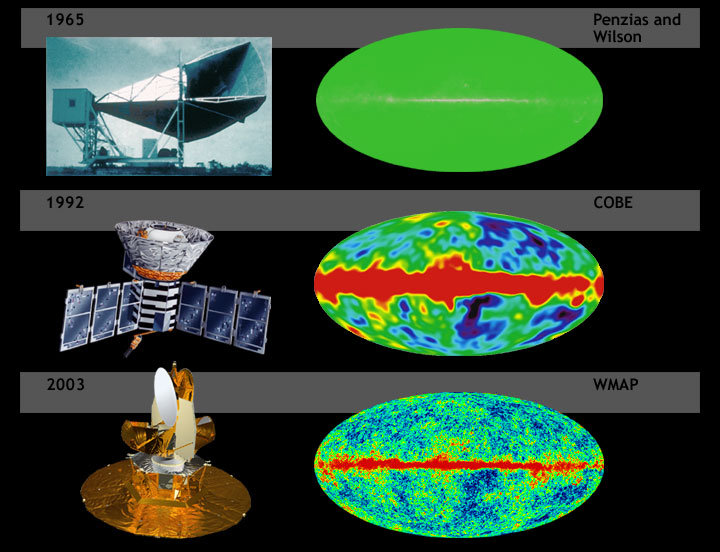
A mikrohullámú háttérsugárzás felmérésének fejlődése: Arno Penzias és Robert Wilson felfedezése idején, majd a COBE és a WMAP műholdak megfigyelései után. A középső, fényes sáv a Tejútrendszerünk saját sugárzása, ezt általában levonják a kész képről. Utódjuk a Planck műhold lesz.

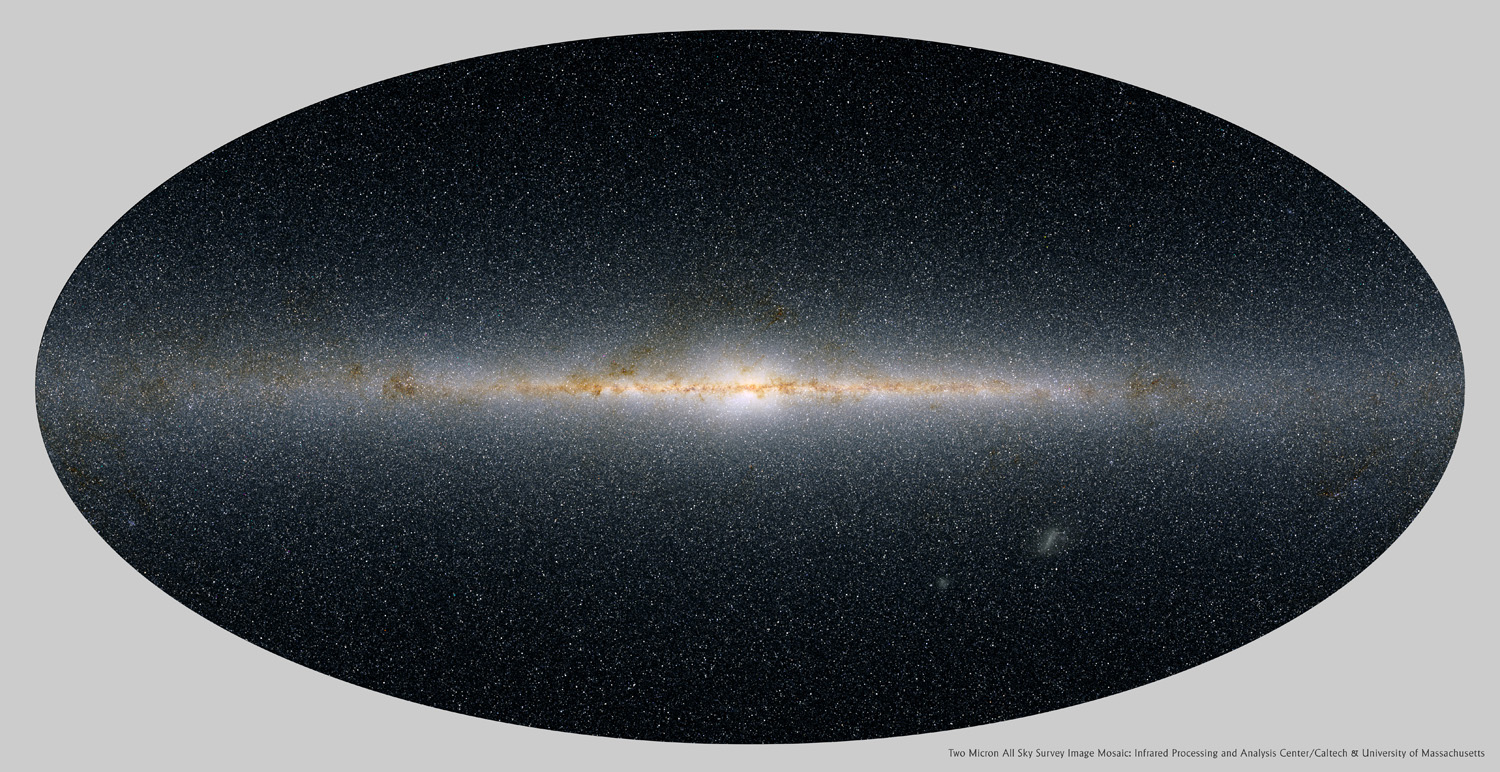
A Tejútrendszer közeli infravörösben készült képe, a 2MASS adatai alapján.

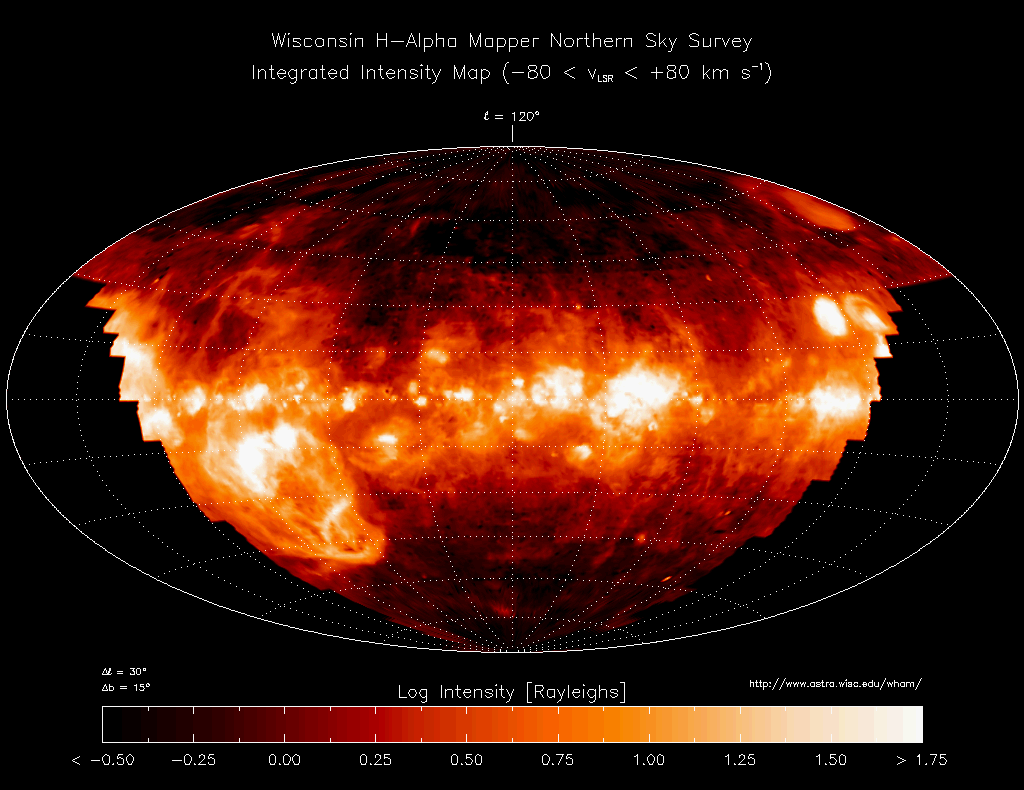
A Tejútrendszerben található ionizált gáz térképe, a Wisconsin H-Alpha Mapper (WHAM) felmérés adatai alapján

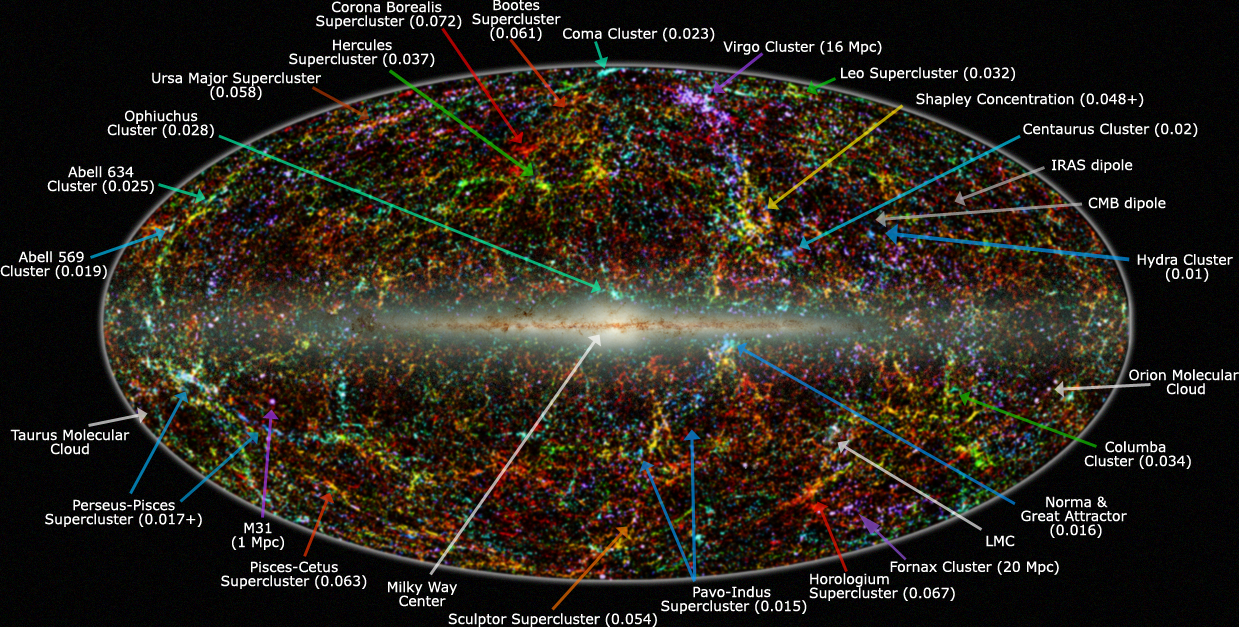
Távoli galaxishalmazok tagjainak látszó helyzete és távolságai (utóbbi színekkel jelölve) az égbolton, Tejútrendszerünkhöz viszonyítva. A térkép a 2MASS alapján készült. A galaxishalmazok távolságai a megfelelő vöröseltolódás-értékekkel (z) vannak jellemezve.

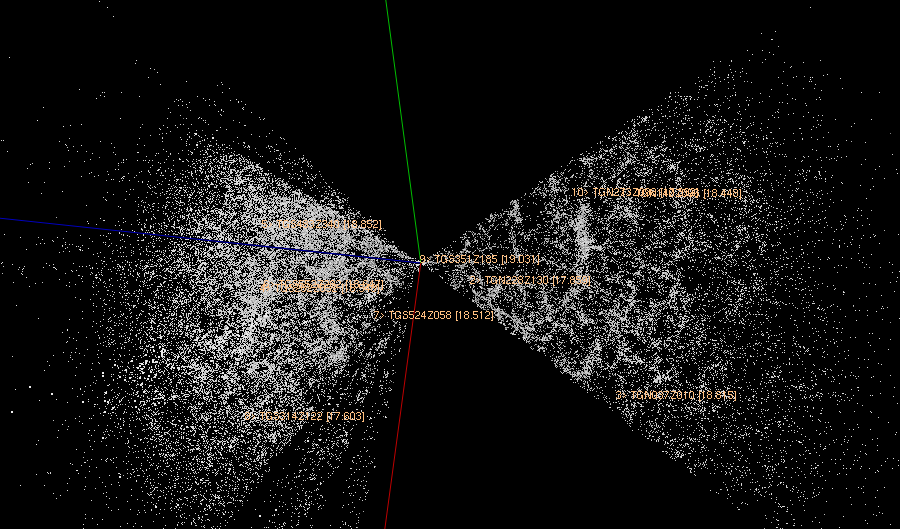
A Világegyetem nagy léptékű szerkezete a 2dF Galaxy Redshift Survey adatai alapján. A fehér pontok galaxisokat jelölnek.

Az égboltfelmérés átfogó csillagászati észleléssorozat, melynek során az égbolt egészének vagy egy részének nagyon nagy mennyiségű, hasonló objektumáról igyekeznek néhány alapvető adatot gyűjteni, későbbi statisztikai feldolgozás, vagy tudományos szempontból érdekes, különleges objektumok keresésének céljából. Az égboltfelméréseket jellemezhetjük a megfigyelt égterület méretével (azaz léteznek az egész égboltot, vagy csak egy kisebb területet lefedő programok), és az elektromágneses hullámoknak azzal a tartományával, amelyben a megfigyeléseket végezték (azaz léteznek rádió-, mikrohullámú, infravörös, látható fény tartományában végzett, ultraibolya, röntgen- és gammafelmérések is). Az adatok kiértékelésében nagy jelentősége van az alkalmazott módszereknek, melyek az igen nagy feldolgozandó adatmennyiség miatt ma már kizárólag számítástechnikai jellegűek, a módszer gyakorlatilag a számítástechnika fejlődésével terjedt el.

## Tudományos jelentősége
A megfelelő égitestek tulajdonságainak elemzésével számos, enélkül elképzelhetetlen felfedezés születik, emellett az észlelt objektumokat katalogizálják. Tejútrendszerünkön belül például a csillagok mozgásának és színképének elemzésével sikerült olyan csillagáramlatok létét kimutatni, melyek más, a Tejútrendszer által elnyelt kisebb galaxisok maradványai. A csillagok galaxismag körüli sebességének eloszlásából következtettek a sötét anyag létezésére.
A COBE és WMAP felmérések adataiból többek között megállapítható volt a Világegyetem életkora (13,72 milliárd év), a mikrohullámú háttérsugárzás mintázata pedig segít a Világegyetem keletkezésére vonatkozó elméletek közül a jó kiválasztásában. A nagyon távoli Ia típusú szupernóvák vöröseltolódásának mérésével megállapítható, a Világegyetem tágulásának változása.

## Nevezetes égboltfelmérési programok
- Sloan Digital Sky Survey (SDSS), az égbolt nagy részére kiterjedő, látható fényben és a közeli infravörös tartományban végzett felméréssorozat, melynek harmadik szakasza megvalósításáról 2008 elején döntöttek.
- 2 Micron All Sky Survey (2MASS), a teljes égboltot lefedő, közeli infravörösben (J, H, K sáv, azaz 1,21, 1,59, és 2,15 mikron) készült felmérés, 1997-2001 között.
- Infrared Astronomical Satellite (IRAS) Az amerikai-angol-holland infravörös űrtávcső 1983-ban repült, és a teljes égboltot felmérte a 12, 25, 60 és 100 mikronos tartományban.
- Digitized Sky Survey (DSS) Korábbi, fényképlemezre készült égbolt-atlaszok digitalizálásával foglalkozik.
- Cosmic Background Explorer (COBE) A műhold a teljes égboltot felmérte a mikrohullámú háttérsugárzás hullámhosszán, 1989-ben.
- Wilkinson Microwave Anisotropy Probe (WMAP) A COBE-nél lényegesen pontosabb adatokat szolgáltatott a mikrohullámú háttérsugárzásról, 2001-től. Utódja a Planck műhold 2009-től.
- 2 degree Field Galaxy Redshift Survey (2dFGRS): Az északi és a déli galaktikus pólus környékén (két ellentétes irányban) végzett felmérés elsősorban távoli galaxisok vöröseltolódásának, így távolságának meghatározására irányult, az Angol-Ausztrál Obszervatórium 3,9 méteres távcsövével, 1997 és 2002 között. A távcsőre szerelt műszer látómezeje volt két fok, mely a kísérlet nevét adta, a lefedett égterület mintegy 1500 négyzetfok volt.
- 6 degree Field Galaxy Survey (6dFGS)
- Catalina Sky Survey
- Lincoln Near-Earth Asteroid Research (LINEAR)
- SpaceWatch

### Tervezett programok
- SkyMapper az 1,35 méteres távcsővel a déli égbolton kívánnak az SDSS-hez hasonló felmérést végezni.
- Pan-STARRS (Panoramic Survey Telescope And Rapid Response System, azaz Panoramikus Felmérőtávcső és Gyorsreagálású Rendszer): Az USAF programja elsősorban a földsúroló kisbolygók felmérésére.
- VLT Survey Telescope
- VISTA („Visible and Infrared Survey Telescope for Astronomy”), az ESO 2009-ben elkészült 4,1 méteres távcsöve.
- Large Synoptic Survey Telescope, (LSST, Nagy Szinoptikus felmérő Távcső), 2015 őszén helyezik üzembe
- Discovery Channel Telescope (DCT)
- LAMOST
- Lowell Observatory Near-Earth-Object Search
- Dark Energy Survey, a sötét energia tulajdonságainak megismerésére, 2010 őszén indul